# Emmy Krüger
Emmy Krüger (Bad Homburg vor der Höhe, 27 januari 1886 – Zürich, 13 maart 1976) was een Duitse operazangeres met het stemtype sopraan.

## Leven en werk
Emmy Krüger werd opgeleid in Frankfurt am Main aan het Raff-Konservatorium en in Berlijn door Lilli Lehmann. Haar eerste vaste verbintenis was van 1910 tot 1914 aan het Stadttheater (nu Opernhaus) in Zürich, waar ze een jaar eerder gedebuteerd was als Dalila in de opera Samson et Dalila van Saint-Saëns. Ze zong zowel sopraan- als lichte mezzorollen en nam de travestierol van Octavian op zich in Der Rosenkavalier van Richard Strauss onder leiding van de componist. Aan de Opera van Leipzig trad ze in 1914 op bij de première van Don Juans letztes Abenteuer van Paul Graener. Van dat jaar tot aan 1919 zong ze bij de Hofoper (nu Nationaltheater) in München, waar ze in 1916 de titelrol vertolkte bij de première van Violanta van Korngold onder Bruno Walter. Onder dezelfde dirigent zong ze in 1917 bij de première van Palestrina van Pfitzner de rol van Silla. Ze kreeg in München de eretitel van Kammersängerin.
Na kortlopende verbintenissen bij de Hamburgische Staatsoper en de Wiener Staatsoper nam Emmy Krüger vanaf 1922 alleen nog gastrollen aan, die haar brachten in de belangrijkste operahuizen van Europa. Ook ging ze in 1924 op een grote tournee door de Verenigde Staten. Ze ontwikkelde zich tot een vooraanstaande dramatische sopraan en zong grote Wagner-rollen bij de Bayreuther Festspiele in de jaren twintig: Kundry in Parsifal, Isolde in Tristan und Isolde en Sieglinde in Die Walküre. Ze trad op in het Scheveningse Kurhaus en zong Sieglinde in het Parijse Théâtre des Champs-Élysées. Ze trad ook op als liedzangeres en zette zich in het bijzonder in voor de liederen van Othmar Schoeck.

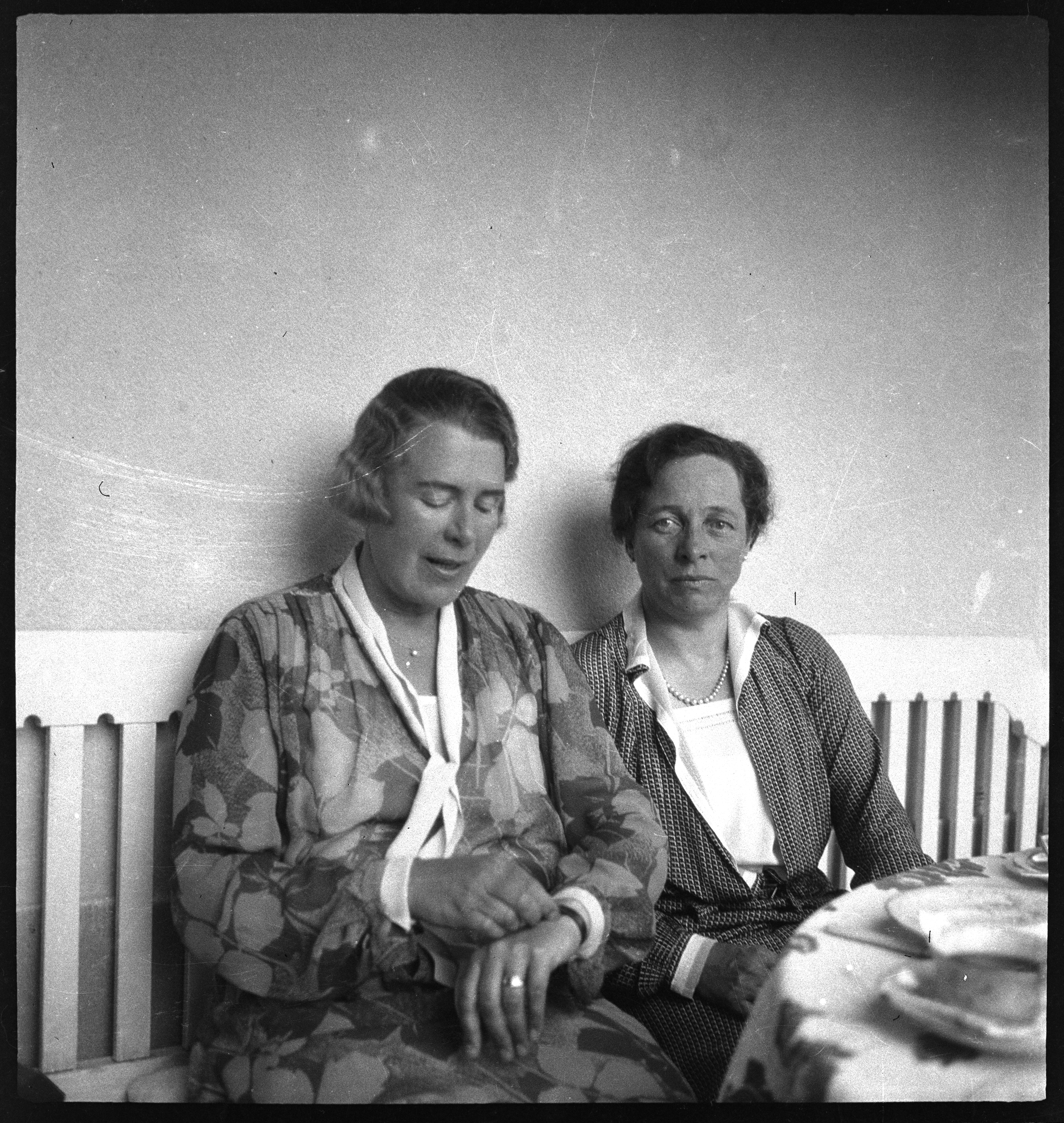
Emmy Krüger (l.) met Renée Schwarzenbach-Wille in 1933

Relatief vroeg, in 1931, trok ze zich terug van het podium na een afscheidsvoorstelling als Brünnhilde in Die Walküre in Zürich. Ze legde zich toe op een verdere carrière als zangpedagoge. Van 1937 tot 1944 had ze de leiding over de opera-opleiding van de Staatliche Hochschule für Musik in München. In Horgen aan het Meer van Zürich had ze een eigen lespraktijk. Ze woonde daar op het landgoed Bocken van haar geliefde, de miljonairsvrouw en olympische springruiter Renée Schwarzenbach-Wille (1883–1959), vooral bekend als de moeder van de schrijfster Annemarie Schwarzenbach. In 1945, na afloop van het Duitse naziregime waarmee ze sympathiseerde, ontdeed ze haar dagboeken van nationaalsocialistische en antisemitische uitingen. Van 1945 tot 1950 woonde ze in Ancona, daarna keerde ze naar Horgen terug. Van 1949 tot 1952 leidde ze de Opernschüle van het Konservatorium Zürich.
Emmy Krüger was gevierd in de grote muziekcentra van Europa. Ze gold tot in de vroege jaren dertig als een vooraanstaand operazangeres, maar van haar stem zijn geen opnamen bewaard gebleven.

## Repertoire (selectie)
Hoewel Krüger vooral als Wagnersopraan bekendstaat, was haar repertoire zeer veelzijdig, temeer daar ze voor 1920 ook alt- en mezzorollen zong.
- Marta in Tiefland van Eugen d'Albert.
- Alaine de l'Estoile in Revolutionshochzeit van Eugen d'Albert
- Leonore in Fidelio van Ludwig van Beethoven
- Ascanio in Benvenuto Cellini van Hector Berlioz
- Carmen in Carmen van Georges Bizet
- Orfeo in Orfeo ed Euridice van Christoph Willibald Gluck
- Marthe in Faust van Charles Gounod
- Violanta in Violanta van Erich Wolfgang Korngold
- Santuzza in Cavalleria rusticana van Pietro Mascagni
- Selica in L'Africaine van Giacomo Meyerbeer
- Hilde in Der arme Heinrich van Hans Pfitzner
- Silla in Palestrina van Hans Pfitzner
- Dalila in Samson et Dalila van Camille Saint-Saëns
- Octavian in Der Rosenkavalier van Richard Strauss
- Amneris en Aida in Aida van Giuseppe Verdi
- Azucena in Il trovatore van Giuseppe Verdi
- Eboli in Don Carlos van Giuseppe Verdi
- Ortrud in Lohengrin van Richard Wagner
- Brünnhilde en Sieglinde in Der Ring des Nibelungen (Die Walküre, Siegfried en Götterdämmerung) van Richard Wagner
- Kundry in Parsifal van Richard Wagner
- Isolde in Tristan und Isolde van Richard Wagner
- Eglantine von Puiset in Euryanthe van Carl Maria von Weber

## Over Emmy Krüger
- Hermann Wilhelm Draber, Der Weg einer deutschen Künstlerin. Erinnerungen an Emmy Krüger. München, 1940.